# Гаделія Теймураз Отарович
Теймураз Гаделія (груз. თეიმურაზ გადელიელი; нар. 2 лютого 1974, Сухумі, Грузинська РСР) — грузинський футболіст, нападник.

## Життєпис

### Ранні роки та початок кар'єри
Теймураз Гаделія народився 2 лютого 1974 року в Сухумі. Вихованець ДЮСШ місцевого «Динамо». Дорослу футбольну кар'єру розпочав у 1990 році в команді «Цхумі», яка виступала у вищому дивізіоні чемпіонату Грузії. У складі команди з Сухумі зіграв 51 матч (7 голів) у чемпіонаті Грузії. У 1991 році на правах оренди виступав в іншій команді міста, «Субтропіки». У сезоні 1993/94 років не зіграв жодного поєдинку в чемпіонаті Грузії, тому вирішив залишити команду.

### «Верес» та «Буковина»
У 1995 році перейшов до рівненського «Вереса», який на той час виступав у Вищій лізі чемпіонату України. У складі рівненського клубу зіграв 14 матчів та відзначився 2-ма голами (у воротах львівських «Карпат» та вінницької «Ниви») у чемпіонаті України. Проте по завершенні сезону залишив «Верес» та перейшов до складу першолігової чернівецької «Буковини». Дебютував у футболці чернівецької команди 12 серпня 1995 року в нічийному (1:1) домашньому поєдинку 3-го туру проти охтирського «Нафтовика». Теймураз вийшов на поле на 73-й хвилині, замінивши автора голу, Дмитра Білоуса. А вже 15 серпня на 84-й хвилині переможного (2:0) домашнього поєдинку 4-го туру відзначився дебютним голом, у воротах краснопільського «Явора». Гаделія вийшов на поле на 70-й хвилині, замінивши Борися Фінкеля. У футболці «Буковини» в першій лізі зіграв 12 матчів та відзначився 2 голами, ще 1 поєдинок провів у кубку України. У футболці чернівецького клубу також не був основним гравцем, виходячи на поле, здебільшого, з лави для запасних. Під час зимової перерви сезону 1995/96 років залишив розташування команди.

### «Динамо» (Тбілісі) та «Сокіл» (Саратов)
Залишивши розташування «Буковини» повернувся до Грузії, де підписав контракт з вищоліговим тбіліським «Динамо». У другій частині сезону 1995/96 років зіграв у чемпіонаті Грузії 4 матчі. Окрім того провів 1 поєдинок у футболці фарм-клубу тбіліської команди, «Динамо-2».
По завершенні сезону залишив «динамівців» та виїхав до Росії, де став гравцем саратовського «Сокола». Дебютував за саратовський колектив 6 серпня 1996 року в перемодному (2:0) домашньому поєдинку 25-го туру першої ліги чемпіонату Росії проти читинського «Локомотива». Теймураз вийшов на поле в стартовому складі, а на 70-й хвилині його замінив Дмитро Максімов. Дебютним голом у футболці саратовців відзначився 28 серпня 1996 року на 33-й хвилині переможного (1:0) домашнього поєдинку 30-го туру першої ліги проти нижньокамського «Нафтохіміка». Гаделія вийшов на поле в стартовому складі, а на 86-й хвилині його замінив Володимир Васін. У саратовському клубі відіграв два сезони, за цей час у Першій лізі Росії зіграв 41 матч та відзначився 2-ма голами, ще 2 поєдинки (1 гол) провів у кубку Росії.

### Виступи на батьківщині
Напередодні початку сезону 1998/99 років повернувся до Грузії, де підписав контракт з вищоліговим «Динамо» (Батумі), у футболці «динамівців» зіграв 35 матчів (6 голів) у національному чемпіонаті. У 2000 році приєднався до клубу «Мерані-91», у складі якого відіграв 12 матчів та відзначився 6-ма голами. Сезон 2000/01 років провів у складі тбіліського «Динамо» (16 матчів, 9 голів).

### «Кристал», «Балтика» та «Дніпро»
У 2001 році знову виїхав до Росії, де підписав контракт з першоліговим смоленським «Кристалом». Дебютував у смоленській команді 20 квітня 2001 року в програному (1:2) виїзному поєдинку 4-го туру першого дивізіону проти краснодарської «Кубані». Теймураз вийшов на поле на 86-й хвилині, замінивши Валерія Соляника. Дебютним голом у футболці смоленського колективу відзначився 26 квітня 2001 року на 63-й хвилині переможного (3:1) домашнього поєдинку проти красноярського «Металурга». Гаделія вийшов на поле на 70-й хвилині, замінивши Андрія Коваленка. Загалом у складі «Кристала» в чемпіонатах Росії відіграв 55 матчів та відзначився 16-ма голами, ще 3 поєдинки (1 гол) провів у кубку Росії.
У 2003 році перейшов до іншого першолігового клубу, калінінградської «Балтики». У футболці «балтійців» дебютував 12 червня 2003 року в переможному (2:1) домашньому поєдинку 17-го туру проти смоленського «Кристала». Гаделія вийшов на поле на 75-й хвилині, замінивши Павла Погребняка. Цей матч виявився єдиним для Теймураза у сезоні 2003 року в складі «Балтики». В наступному сезоні почав виходити на поле частіше. Дебютним голом за калінінградську команду відзначився 6 липня 2004 року на 85-й хвилині переможного (2:0) виїзного поєдинку першого дивізіону проти хабаровської «СКА-Енергії». Гаделія вийшов на поле в стартовому складі, а на 89-й хвилині його замінив Денис Архипов. У складі «Балтики» зіграв 15 матчів та відзначився 3-ма голами.
У 2004 році підсилив склад команди Вищої ліги Білорусі «Дніпро-Трансмаш» (Могильов). У білоруській «вишці» зіграв 7 матчів, після чого залишив команду.

### Повернення до Грузії та завершення кар'єри
Напередодні початку сезону 2005/06 років повернувся до Грузії, де підписав контракт з клубом вищого дивізіону, АСМК (Тбілісі), в складі якого провів 14 поєдинків та відзначився 5 голами. По завершенні сезону вирішив закінчити кар'єру футболіста. 